# Ліпофілінг
Ліпофілінг (ліпографтінг) — це мініінвазивна аутологічна трансплантаційна техніка, що включає в себе ліпосакцію, обробку жирової тканини і одноразову або мультисесійні ліпоін'єкції, з метою відновлення об'єму, форми, контурів, консистенції та асиметрії пеніса, носа, обличчя, сідниць, грудної залози (наприклад, після онкохірургічних втручань у результаті раку грудної залози, інколи для косметичних цілей).

## Історія
Використовувати ліпофілінг у хірургії почали відносно недавно. Перші спроби датуються кінцем XIX століття. 1895 року німецький хірург Вінсент Черні описав реконструкцію молочної залози з використанням трансплантації ліпоми ломбальної ділянки[джерело?]. 1914 року Бранінг вперше зробив ін'єкцію автологічного жиру у підшкірну тканину.
Потужним поштовхом до розвитку ліпофілінгу стало поширення ліпосакції у 1980-х роках. Саме у цей час Мел Бірколь описав серії трансплантації жиру задля реконструкції і збільшення молочної залози, а 1995 року Колман описав сучасну техніку ліпофілінгу. Він же згодом опублікував спостереження за 17 пацієнтами після реконструкції і збільшення молочної залози з використанням технології ліпофілінгу. Результати цього спостереження були успішними. Колман вирішив зробити декілька сеансів ліпофілінгу замість одного великим об'ємом. Об'єм зберігався понад 7-12 років спостереження.

## Методи проведення ліпофілінгу
Найголовнішим аспектом у проведенні ліпофілінгу є трансплантація якомога більшої кількості неушкоджених клітин з найвищою їх здатністю до виживання. У техніці ліпофілінгу виділяють три основні етапи:
1. Забір жиру з ділянки-донора.
2. Обробка жиру.
3. Пересадка жиру (ліпоін'єкція).

Основним завданням наведеної вище техніки вважаються максимальне скорочення кількості ушкоджених адипоцитів та сприяння їх виживанню у ділянці-реципієнті.

## Визначення донорської ділянки
У процесі розвитку методики ліпофілінгу були досліджені різні ділянки для забору жиру з підшкірної клітковини, проте найбільш поширена є передня черевна стінка, де міститься один з найбільших запасів жиру. Більш того, не має потреби змінювати позу пацієнта на операційному столі. На другому місці — внутрішня поверхня стегна. Ці дві локалізації вважаються багатими на стовбурові клітини. Також використовують бокові, сідничні ділянки, коліна та інші. Однак, насправді найкраща локалізація для забору жиру є індивідуальною у кожному окремому випадку. Важливою є мінімізація дефекту в донорській ділянці. Критеріями вибору ділянки можна назвати легкість і безпечність доступу, вміст та розподіл жиру, власне вибір пацієнта. Експериментально доведено, що зрілі клітини з малою кількістю кровоносних судин та стовбурових клітин характерні для жирової тканини «запасу» (абдомінальна ділянка). У структурній жировій тканині (кінцівки, стегна, коліна, вертлюгова ділянка) — навпаки, характерна гарна васкуляризація та достатня кількість стовбурових клітин.
Оперативне втручання виконується переважно під загальним комбінованим знеболюванням, проте можлива і місцева анестезія.

## Забір жиру
Найбільш поширену техніку забору жиру описав Колман. Процедура починається малим надрізом ділянки живота лезом № 11, далі вводиться тупа тонка канюля(3 мм у діаметрі та 15-23 см довжиною), до якої прикріплений шприц типу «Luer-Lock» об'ємом 10 см3. Шприц необхідний для створення негативного тиску. Проте діаметр, розміри та кількість отворів у канюлі для забору жиру дискутуються. З одного боку, чим менший діаметр канюлі (і, відповідно, розмір отворів), тим менша травматизація ділянки-донора. Тобто менший рівень розвитку ускладнень в ділянці забору, таких як набряк, гематома, біль, інфікування, гіпертрофічне рубцювання, парестезії та ін. Малий розмір канюлі теоретично дає змогу отримати менші часточки жиру, що сприяє кращому її току при реін'єкції. З іншого боку, малий розмір канюлі призводить до травматизації адипоцитів під час забору, що зменшує їх здатність до виживання. Ряд робіт довів більшу виживаність адипоцитів, що були отримані через канюлю більшого діаметру (4-6 мм), порівняно з тими, які були отримані канюлею малого діаметру (2-3 мм). Велике значення має кількість отворів в канюлі. Так, канюля 12-го розміру з 6-8 отворами, розмірами 2×1 мм дозволяє отримати достатню кількість жиру, не зважаючи на свій малий розмір. А така ж канюля з 12 отворами перевищує площу ділянки забору 10-ти міліметровою канюлею з одним отвором, що використовувалася у 1980-х. Розміри отворів канюлі для максимальної ефективності процедури (току клітин) мають бути такими ж, як розмір канюлі для подальшої ін'єкції . Негативний тиск, що створюється шприцем, також має вплив на адипоцити: занадто високий тиск на клітини призводить до їх травматизації. З іншого боку, при застосуванні занадто слабкого тиску час процедури збільшується, що також негативно впливає на виживаність адипоцитів. Тиск менше 700 мм рт.ст. дозволяє провести ефективний забір адипоцитів з мінімізацією їх ушкодження (менше 10 %). За результатами інших досліджень гістологічно показано, що ушкодження мембрани клітин настає при використанні тиску понад 375 мм рт.ст.. Стандартна машина для ліпосакції створює негативний тиск близько 1 атм. (760 мм рт. ст.), такий же тиск можна досягти і шприцем. Тому більш імовірно, що саме тиск, а не джерело тиску є фактором травматизації клітин . Проведені порівняння різних методик ліпосакції машинними методами та з використанням шприців, значних відмінностей у виживаності, метаболізмі тощо виявлено не було. Деякі автори відмічають дещо кращі результати шприцевої ліпосакції з меншим (порівняно до звичайної ліпосакції) тиском. Зазвичай, при використанні шприца (20-60 мл) створюється тиск менше 450 мм рт.ст. Деякі техніки ліпосакції (ультразвукова емульсифікація та ін.) призводили до вірогідного ушкодження адипоцитів. Недостатньо досліджено вплив повітря на адипоцити, це потребує подальшого вивчення.

## Післяопераційний період
Після операції ще близько тижня виконують перев'язки. На місці операції весь час лежить спеціальна антибактеріальна компресійна стрічка. Вона необхідна для того, щоб жир знаходився в потрібному місці. Іноді надягають компресійний трикотаж для запобігання його переміщення. Винятком є обличчя. Після ліпофілінга обличчя пов'язки не накладаються. Протягом перших декількох днів після процедури можуть спостерігатися пульсація, болючість, набряклість, невеликі гематоми. Але це, як правило, досить швидко проходить без сліду. Мінімальний термін відновлення — 5 днів. Максимальний — 2 тижні. Кінцевий ефект від операції можна оцінити через 4-6 місяців. Так як частина введеного жиру розсмоктується, а залишається близько 2/3. У перший місяць слід дотримуватися режиму спокою і уникати фізичних навантажень. По закінченні цього терміну поступово можна повертатися до занять спортом. Слід пам'ятати, що в період вагітності і клімаксу, а також при наборі ваги розміри грудей можуть змінитися.